# Coi piedi sul palco
Coi piedi sul palco è il primo EP del gruppo musicale italiano Subsonica, pubblicato nel 1998 dalla Mescal.

## Descrizione
Contiene cinque brani registrati dal vivo il 1º ottobre 1998 a Faenza, il 2 a Diano San Pietro e il 3 a Torino e l'inedito in studio Ancora ad odiare. Il brano Tu menti è un omaggio ai CCCP - Fedeli alla linea, mentre RadioPatchanka è la sigla che il gruppo realizzò per il programma radiofonico Patchanka in onda su Radio Popolare.
Sempre nel 1998 l'EP è stato inserito come disco bonus nell'edizione limitata del primo album Subsonica.

## Tracce
1. Radiopatchanka – 5:36
2. Tu menti – 3:15
3. Cose che non ho – 7:20
4. Ancora ad odiare (Inedito) – 5:45
5. Per un'ora d'amore – 5:39
6. Nicotina Groove – 9:03

## Formazione
- Samuel – voce principale
- Max – voce, chitarra
- Boosta – voce, tastiera
- Ninja – batteria
- Pierfunk – basso